# Tibouchina chironioides
Tibouchina chironioides är en tvåhjärtbladig växtart som först beskrevs av August Heinrich Rudolf Grisebach, och fick sitt nu gällande namn av Célestin Alfred Cogniaux. Tibouchina chironioides ingår i släktet Tibouchina och familjen Melastomataceae. Inga underarter finns listade i Catalogue of Life.